# المستكشف (برمجية)
المستكشف (بالإنجليزية: Discover)‏ هو متجر تطبيقات ومدير حزم للينكس من تطوير كيدي. يدعم حزم فلات باك باستخدام واجهة فلات باك الخلفية وحزم عدة توزيعات باستخدام واجهة بكج كت.